# 涧西区

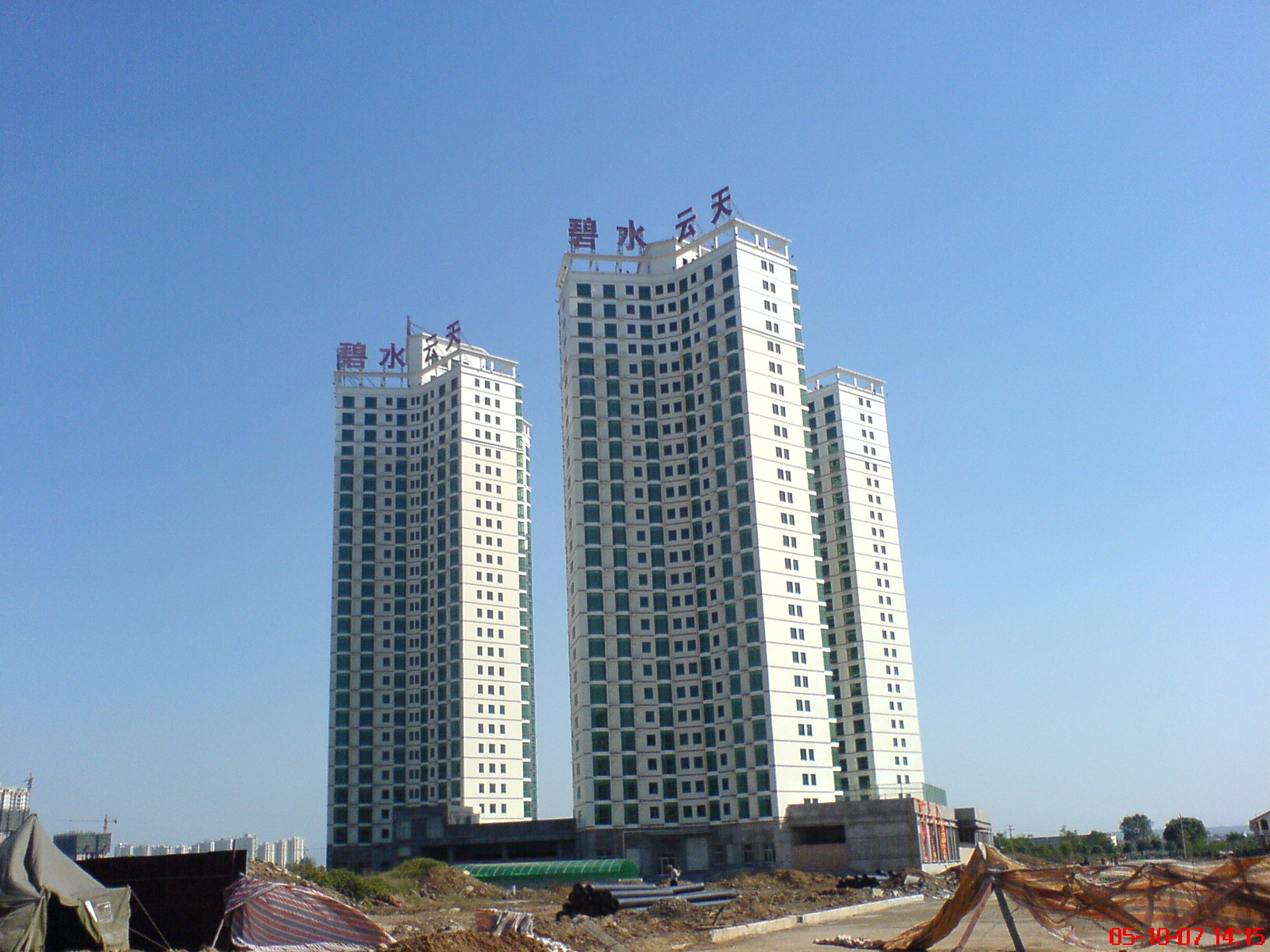

涧西区位于中国河南省洛阳市涧河以西，因此命名。1954年中国第一个五年计划选定涧西为全国工业建设基地之一，随后于1955年经国务院批准建区。现涧西区面积约89平方公里，总人口约51万人。區人民政府駐西苑路12號。

## 行政区划
涧西区下辖14个街道办事处：
湖北路街道、天津路街道、长春路街道、南昌路街道、长安路街道、重庆路街道、郑州路街道、武汉路街道、徐家营街道、珠江路街道、周山路街道和工农街道。

## 人口民族
根据(河南省)洛阳市第七次全国人口普查公报显示：涧西区常住人口为509962人，男性人口占比49.02%，女性人口占比50.98%，年龄结构中0-14岁占比15.89%，15-59岁占比63.43%，60岁以上占比20.68%，65岁以上占比15.25%。全区常住人口中，居住在城镇的人口为504476人，占98.92%；居住在乡村的人口为5486人，占1.08%。

## 重点企业
中国一拖集团有限公司 中信重工机械股份有限公司 洛阳LYC轴承有限公司 河南柴油机重工有限责任公司 中钢集团耐火材料有限公司 大唐洛阳热电有限责任公司 洛阳石化工程建设集团公司 机械工业第四设计研究院 洛阳有色金属加工设计研究院 洛阳轴研科技股份有限公司 中钢集团洛阳耐火材料研究院